# Хронологија ДФЈ и КПЈ септембар 1945.
Хронолошки преглед важнијих догађаја везаних за друштвено-политичка дешавања у Демократској Федеративној Југославији (ДФЈ) и деловање Комунистичке партије Југославије (КПЈ), као и општа политичка, друштвена, спортска и културна дешавања која су се догодила у току септембра месеца 1945. године.
| ← август | ← август | ← август | ← август | ← август | ← август | ← август | ← август | Хронологија ДФЈ и КПЈ током 1945. године | Хронологија ДФЈ и КПЈ током 1945. године | Хронологија ДФЈ и КПЈ током 1945. године | Хронологија ДФЈ и КПЈ током 1945. године | Хронологија ДФЈ и КПЈ током 1945. године | Хронологија ДФЈ и КПЈ током 1945. године | Хронологија ДФЈ и КПЈ током 1945. године | Хронологија ДФЈ и КПЈ током 1945. године | Хронологија ДФЈ и КПЈ током 1945. године | Хронологија ДФЈ и КПЈ током 1945. године | Хронологија ДФЈ и КПЈ током 1945. године | Хронологија ДФЈ и КПЈ током 1945. године | Хронологија ДФЈ и КПЈ током 1945. године | Хронологија ДФЈ и КПЈ током 1945. године | Хронологија ДФЈ и КПЈ током 1945. године | октобар → | октобар → | октобар → | октобар → | октобар → | октобар → | октобар → |
| 1        | 2        | 3        | 4        | 5        | 6        | 7        | 8        | 9                                        | 10                                       | 11                                       | 12                                       | 13                                       | 14                                       | 15                                       | 16                                       | 17                                       | 18                                       | 19                                       | 20                                       | 21                                       | 22                                       | 23                                       | 24        | 25        | 26        | 27        | 28        | 29        | 30        |

### 1. септембар
- Народна скупштина Србије донела је Закон о установљењу и устројству Аутономне Покрајине Војводине и установљењу и устројству Аутономне Косовско-метохијске области. Истим законом извршена је и административна подела уже Србије на 13 округа и подручје града Београда.[1]

### 12. септембар
- У Нови Сад, у оквиру колонизације Војводине, стигла прва група колониста — око 900 људи, жена и деце из околине Купреса, који су настањени у војвођанским селима.[2]

### 29. септембар
- У Београду маршал Југославије Јосип Броз Тито од совјетског амбсадора у ДФЈ Ивана Садчикова примио Орден победе, којим га је 9. септембра — за изванредне успехе у извођењу војних операција великих размера, које су допринеле победи Уједињених народа над хитлеровском Немачком — одликовао Президијум Врховног совјета СССР.[3]